# Sistema informativo delle operazioni degli enti pubblici
Il sistema informativo delle operazioni degli enti pubblici, in acronimo SIOPE, è un sistema di rilevazione telematica degli incassi e dei pagamenti effettuati dai tesorieri (o cassieri) degli enti della pubblica amministrazione italiana, avviato nel 2006 ed evolutosi nel 2018 nel sistema SIOPE+.

## Storia
Il sistema SIOPE fu previsto dalla legge 27 dicembre 2002, n. 289, per superare alcune disposizioni in tema di contabilità pubblica previste dalla legge 5 agosto 1978, n. 468. Dopo le prime rilevazioni sperimentali nel 2005, il sistema SIOPE andò a regime a partire dal 1º gennaio 2006. La disciplina venne dettata dall'articolo 14, commi dal 6 all'11, della 31 dicembre 2009, n. 196.
A seguito di ulteriori adeguamenti tecnici e normativi, in particolare le disposizioni dettate dall'articolo 1, comma 533, della legge 11 dicembre 2016, n. 232, e previa una fase sperimentale avviata nel luglio 2017, nel 2018 il sistema SIOPE è stato progressivamente sostituito dalla sua versione evoluta SIOPE+ tramite un'adozione graduale da parte degli enti pubblici italiani.
Con la pubblicazione del Decreto del Ministero dell'Economia e delle Finanze del 12 settembre 2022, a partire dal 1° gennaio 2023 il popolamento dei dati nel sistema viene effettuato tramite prelievo diretto delle informazioni dalla piattaforma SIOPE+ anziché sulla scorta delle comunicazioni che in precedenza i tesorieri degli enti pubblici trasmettevano alla Banca d'Italia.

## Caratteristiche
La realizzazione del sistema SIOPE, frutto della collaborazione tra Ragioneria Generale dello Stato, Banca d'Italia, ISTAT ed istituti bancari, nasce dall'esigenza di superare le disomogeneità tra i dati rilevati dai differenti sistemi contabili delle amministrazioni pubbliche, nonché l'inadeguatezza conoscitiva e temporale delle previgenti rilevazioni trimestrali sui flussi di cassa, che dal 2010 sono state integralmente sostituite dal sistema SIOPE.
Il sistema SIOPE coinvolge tutte le amministrazioni pubbliche (Stato, regioni, province, comuni, università, ASL e altri enti pubblici). I dati sulle operazioni sono classificati secondo codici uniformi su tutto il territorio nazionale, per tipologia di enti.
In origine il funzionamento del sistema SIOPE era regolato tecnicamente dai protocolli di colloquio e dai tracciati standard predisposti per l'Ordinativo Informatico Locale (OIL), ovvero una procedura basata sugli standard europei SEPA (Area unica dei pagamenti in euro) che consentisse agli enti locali di effettuare pagamenti via internet grazie alla standardizzazione dei rapporti telematici tra banche tesoriere e gli stessi enti locali. A partire dal 2018, parallelamente all'avvio in esercizio di SIOPE+, l'Ordinativo Informatico Locale è stato sostituito dall'Ordinativo di Pagamento e Incasso (OPI), il cui standard è normato da AgID.

## Gestione dei dati
La gestione della banca dati su cui affluiscono le informazioni del sistema SIOPE è affidata alla Banca d'Italia tramite apposita convenzione sottoscritta il 31 marzo 2003, in seguito adeguata nel 2019 a valle degli aggiornamenti introdotti da SIOPE+.